# Rhynchanthus beesianus
Rhynchanthus beesianus là một loài thực vật có hoa trong họ Gừng. Loài này được William Wright Smith miêu tả khoa học đầu tiên năm 1918.
Tên gọi trong tiếng Trung là 喙花姜 (uế hoa khương), nghĩa đen là gừng hoa mỏ.

## Phân bố
Loài này có tại tỉnh Vân Nam, Trung Quốc và có thể có tại Myanmar. Môi trường sống là rừng, cây bụi, đồng cỏ, biểu sinh trên cây gỗ; ở cao độ 1.500-1.900 m.

## Mô tả
Thân rễ mập, rễ có lông. Thân giả 0,5-1,5 m. Lá 8-10, xếp thành 2 dãy. Lá phía dưới 4-5, tiêu giảm thành bẹ không phiến lá, mép màu nâu khô xác, phần giữa có sọc màu tía. Lá phía trên có phiến lá 3-6; lưỡi bẹ như màng; cuống lá màu đỏ mặt gần trục, ~4 mm; phiến lá hình elip-thuôn dài, 15-30 × 4,5–9 cm, nhẵn nhụi, đáy thuôn tròn hoặc nhọn hoặc hình nêm rộng, mép màu nâu khi khô, đỉnh hình đuôi-nhọn thon. Cành hoa bông thóc đầu cành, mọc thẳng đứng, 10–15 cm, ~12 hoa; cuống cụm hoa ngắn; lá bắc màu đỏ tới đỏ thắm, chuyển thành tía khi khô, thẳng-hình mũi mác, dài 3–7 cm, rộng ~1 cm, hơi giống như màng; lá bắc con gần tương tự, nhưng nhỏ hơn nhiều, hiếm khi dài quá 1,5 cm. Hoa dài ~9 cm. Đài hoa hình ống, màu đỏ, dài ~3 cm, chẻ một bên, đỉnh với 2 điểm màu xanh lục. Ống tràng hoa màu vàng tới đỏ, 2-4,5(-6) cm, hơi nở rộng ở phần xa; các thùy màu đỏ nhạt ở đáy, ánh vàng ở phần xa, hình trứng-hình mũi mác, nhọn thon, dài 1,5–3 cm. Không nhị lép bên và cánh môi. Chỉ nhị màu vàng, hình mũi mác hoặc hình thuyền, thò dài, ~4,5 cm, đáy nở rộng và gập nếp; bao phấn ~8 mm. Bầu nhụy ~5 mm, 3 ngăn, nhẵn nhụi hoặc có lông tơ. Vòi nhụy thẳng, thanh mảnh. Đầu nhụy hình phễu, hơi thò ra ngoài bao phấn. Noãn nhiều. Ra hoa tháng 7. Nhiễm sắc thể 2n = 44.